# Silvia Airik-Priuhka
Silvia Airik-Priuhka (ur. 25 stycznia 1926 w Talinie), zm. 11 lutego 2014 w Sztokholmie) – estońska tłumaczka poezji i pisarka, uhonorowana Orderem Gwiazdy Białej. 

## Biografia
Silvia urodziła się w Tallinie. Była córką Oskara i Olgi Airik. W 1944 r. ukończyła prywatną, żeńską szkołę średnią im. Elfriede Lender. Jesienią tego samego roku uciekła przez Finlandię do Szwecji. W 1949 r. poślubiła inżyniera Arnolda Priuhkę, z którym miała córkę Marikę. Pracowała jako księgowa, udzielała lekcji języka angielskiego i niemieckiego. Była członkinią Szwedzkiego Związku Pisarzy i Tłumaczy, Związku Pisarzy Estońskich i jego oddziału w Sztokholmie oraz PEN Clubu. W 2007 r. otrzymała nagrodę Szwedzkiej Akademii za tłumaczenie (Stiftelsen Natur & Kulturs översättarpris), a w 2004 r. Order Gwiazdy Białej.

## Kariera
Airik-Priuhka rozpoczęła karierę tłumacza od przekładu poezji estońskiej na szwedzki. W 1963 r. ukazała się pierwsza książka z jej tłumaczeniem. Był to tom poezji Marie Under Himlafjärd. W 1988 r. wydała drugi tom poezji Under Eftersken. W 1983 r. ukazał się zbiór Våra sånger fick vi med oss, zawierający tłumaczenia wierszy m.in.: Lydi Koiduli, Anny Haava, Marie Under, Marie Heiberg, Betti Alvera. W 1987 r. otrzymał stypendium Marie Underi ja Artur Adsoni mälestusfondi. Airik-Priuhka tłumaczyła także poezję szwedzką na estoński. Napisała kilka książek autobiograficznych, w których opisała doświadczenia swoich pierwszych latach spędzonych w Szwecji (Est! Est! Est!, 1980) i wspomnienia z dzieciństwa spędzonego w Tallinie. W 1983 r. wydała książkę dla dzieci w języku estońskim Hammarbyhöjdeni Seppe.

## Wybrana twórczość

### Proza
- Est! Est! Est!, 1980
- Vanaisa hingeke, 1992
- Ilma nõela pistmata, 1997
- Toonela väraval, 2004

### Poezja
- Ma lillesideme võtsin, 1998

### Książki dla dzieci
- Hammarbyhöjdeni Seppe, 1983

### Tłumaczenia
- Marie Under Himlafjärd, 1963
- Våra sånger fick vi med oss, 1983
- Marie Under Eftersken, 1988
- Külakost, 1994
- Laulan oma Rootsi laulu, 2006
- Marie Under En stjärna föll, 2007